# Berlin und seine Bauten
Berlin und seine Bauten, meist BusB abgekürzt, ist eine Buchreihe zur Berliner Architekturgeschichte, die seit 1877 vom Architekten- und Ingenieur-Verein zu Berlin (AIV) herausgegeben wird.

## Editionsgeschichte
Im 19. Jahrhundert erschienen zwei Reihen mit zwei bzw. drei Bänden, die in den 1980er Jahren als Faksimile neuveröffentlicht wurden. Der erste Band der aktuellen dritten Reihe erschien 1964; mit bisher 24 Bänden gilt sie neben der Denkmaltopographie als die umfassendste Dokumentation der Bauten in Berlin.
Die aktuelle Reihe umfasst die bauliche Entwicklung Berlins im 20. Jahrhundert und fungiert hier als Bauteninventar. Sie erschien bis 1998 im Berliner Verlag Ernst & Sohn, ab 2002 im Petersberger Imhof-Verlag, und seit 2009 im Berliner DOM-Verlag. Im Verlag Ernst hatten die Bände ein Hochformat von 23 cm × 30 cm, bei Imhof das etwas breitere Hochformat 24 cm × 31 cm. DOM wechselte zu einem Querformat von 30 cm × 34 cm. Alle Bände haben einen beschreibenden Teil, in dem neben der Baubeschreibung auch die Entwicklung des jeweiligen Gebiets dargestellt wird. Daran schließt sich eine tabellarische Übersicht an, aus der zu jedem erfassten Bau Lage, Jahreszahlen der Erbauung, Erweiterung und ggf. des Abbruchs sowie technische Basisdaten und Literaturhinweise hervorgehen.
Der 2009 erschienene Band 1 soll einen Abschluss der dritten Reihe bilden. Der Architekturhistoriker Christoph Bernhardt kritisierte die Darstellung der Periode von 1975 bis zur Gegenwart durch Hans Stimmann in diesem Band, da Stimmann als Berliner Senatsbaudirektor diese Periode selbst geprägt hatte. Zudem sei die Ost-Berliner Architekturgeschichte ungebührlich kurz abgehandelt. Dem Rezensenten der Neuen Zürcher Zeitung schien hingegen gerade die Doppelrolle von Stimmann als politisch Verantwortlichem und beschreibendem Autor reizvoll, bedauerte jedoch das Verlassen des „wissenschaftlichen Formats“ einer historischen Abhandlung.

## Einzelbände
Erste Reihe in zwei Bänden (1877):
- Architekten- und Ingenieur-Verein zu Berlin (Hrsg.): Berlin und seine Bauten. Ernst & Korn, Berlin 1877.
  - als Faksimile mit einem Vorwort von Peter Güttler: Ernst, Berlin 1984, ISBN 3-433-00995-3. (vergleiche den Abschnitt Online-Ausgaben)

Zweite Reihe in drei Bänden (1896):
- Architekten- und Ingenieur-Verein zu Berlin, Vereinigung Berliner Architekten (Hrsg.): Berlin und seine Bauten. Berlin 1896.
Band 1 Einleitendes, Ingenieurwesen / Band 2 Hochbau (Teil 1) / Band 3 Hochbau (Teil 2)
  - als Faksimile: Ernst, Berlin 1988, ISBN 3-433-02279-8. (vergleiche den Abschnitt Online-Ausgaben)

Dritte und aktuelle Reihe in bisher 24 Bänden (seit 1964, DNB 550792856):
| Teil | Band  | Titel                                                                 | Verlag A | Jahr | ISBN DNB B                       | Schriftleitung                               | Umfang und Ausstattung |
| ---- | ----- | --------------------------------------------------------------------- | -------- | ---- | -------------------------------- | -------------------------------------------- | ---------------------- |
| I    |       | Städtebau                                                             | DOM A    | 2009 | ISBN 978-3-938666-42-5           | Bodenschatz, Düwel, Gutschow, Stimmann       | 472 S.                 |
| II   |       | Rechtsgrundlagen und Stadtentwicklung                                 | Ernst A  | 1964 | ISBN 3-433-00300-9 DNB 456080732 | E. Heinrich, F. Mielke                       | 88 S. mit 53 Abb.      |
| III  |       | Bauwerke für Regierung und Verwaltung                                 | Ernst    | 1966 | ISBN 3-433-00301-7 DNB 456080740 | E. Heinrich, K. K. Weber; betreut von Riedel | 123 S.                 |
| IV   | A     | Wohnungsbau – Voraussetzungen – Entwicklungen der Wohngebiete         | Ernst    | 1970 | ISBN 3-433-00302-5 DNB 456080759 | Frank, Rentschler                            | 479 S. mit 317 Abb.    |
| IV   | B     | Wohnungsbau – Wohngebäude – Mehrfamilienhäuser                        | Ernst    | 1974 | ISBN 3-433-0066-4 DNB 740563882  | Rentschler, Schirmer                         | 879 S.                 |
| IV   | C     | Wohnungsbau – Wohngebäude – Einfamilienhäuser                         | Ernst    | 1975 | ISBN 3-433-00665-2               | Rentschler, Schirmer                         | 431 S.                 |
| IV   | D     | Wohnungsbau – Reihenhäuser                                            | Imhof A  | 2002 | ISBN 3-433-01017-X               | Güttler                                      | 283 S. mit 591 Abb.    |
| V    | A     | Bauwerke für Kunst, Erziehung und Wissenschaft – Bauten für die Kunst | Ernst    | 1983 | ISBN 3-433-00944-9               | Weber, Güttler, Ahmadi                       | 220 S. mit 273 Abb.    |
| V    | B     | Bauwerke für Kunst, Erziehung und Wissenschaft – Hochschulbauten      | Imhof    | 2004 | ISBN 3-937251-48-0               | Güttler                                      | 352 S. mit 562 Abb.    |
| V    | C     | Bauwerke für Kunst, Erziehung und Wissenschaft – Schulen              | Ernst    | 1991 | ISBN 3-433-02205-4               | Güttler                                      | 479 S. mit 644 Abb.    |
| VI   |       | Sakralbauten                                                          | Ernst    | 1997 | ISBN 3-433-01016-1               | Cante                                        | 466 S. mit 720 Abb.    |
| VII  | A     | Krankenhäuser                                                         | Ernst    | 1997 | ISBN 3-433-01018-8               | Güttler, Schulte                             | 230 S. mit 372 Abb.    |
| VII  | B     | Sozialbauten                                                          | Imhof    | 2004 | ISBN 3-433-02203-8               | Güttler                                      | 362 S. mit 608 Abb.    |
| VII  | C     | Sportbauten                                                           | Ernst    | 1998 | ISBN 3-433-02204-6               |                                              | 216 S. mit 413 Abb.    |
| VIII | A     | Bauten für Handel und Gewerbe – Handel                                | Ernst    | 1978 | ISBN 3-433-00824-8               | Güttler, Ahmadi                              | 327 S. mit 366 Abb.    |
| VIII | B     | Bauten für Handel und Gewerbe – Gastgewerbe                           | Ernst    | 1980 | ISBN 3-433-00825-6               | Weber, Güttler, Ahmadi                       | 165 S. mit 219 Abb.    |
| IX   |       | Industriebauten – Bürohäuser                                          | Ernst    | 1971 | ISBN 3-433-00553-2               | Weber                                        | 261 S. mit 319 Abb.    |
| X    | A (1) | Anlagen und Bauten für Versorgung – Feuerwachen                       | Ernst    | 1976 | ISBN 3-433-00745-4               | Weber                                        | 63 S. mit 80 Abb.      |
| X    | A (2) | Anlagen und Bauten für Versorgung – Stadttechnik                      | DOM      | 2006 | ISBN 3-86568-012-7               | Güttler                                      | 408 S. mit 606 Abb.    |
| X    | A (3) | Anlagen und Bauten für Versorgung – Bestattungswesen                  | Ernst    | 1981 | ISBN 3-433-00890-6               | Weber, Güttler, Ahmadi                       | 132 S. mit 165 Abb.    |
| X    | B (1) | Anlagen und Bauten für den Verkehr – Städtischer Nahverkehr           | Ernst    | 1979 | ISBN 3-433-00842-6               | Weber, Güttler, Ahmadi                       | 341 S. mit 482 Abb.    |
| X    | B (2) | Anlagen und Bauten für den Verkehr – Fernverkehr                      | Ernst    | 1984 | ISBN 3-433-00945-7               | Güttler, Ahmadi                              | 311 S. mit 382 Abb.    |
| X    | B (4) | Anlagen und Bauten für den Verkehr – Post- und Fernmeldewesen         | Ernst    | 1987 | ISBN 3-433-02200-3               | Güttler, Ahmadi                              | 247 S. mit 315 Abb.    |
| XI   |       | Gartenwesen                                                           | Ernst    | 1972 | ISBN 3-433-00587-7               | Weber                                        | 300 S. mit 389 Abb.    |

- Ernst: Verlag Ernst & Sohn, Berlin
- Imhof: Michael Imhof Verlag, Petersberg
- DOM: DOM Publishers, Berlin

## Online-Ausgaben
- Berlin und seine Bauten. Zwei Theile mit 609 Holzschnitten nebst 8 Kupfer- und Karten-Beilagen. Hrsg. vom Architekten-Verein zu Berlin. Ernst & Korn, Berlin 1877, Teil 1 (books.google.gl, books.google.de)
- Berlin und seine Bauten. Mit 2150 Abbildungen im Text, 18 Lichtdrucktafeln, 1 Stichtafel und 4 Anlagen. Bearb. und hrsg. vom Architekten-Verein zu Berlin und der Vereinigung Berliner Architekten. Wilhelm Ernst & Sohn, Berlin 1896 (Digitalisat)
- Berlin und seine Bauten. Zweite Reihe, Band 1: Einleitendes – Ingenieurwesen. Wilhelm Ernst & Sohn, Berlin 1896 (dbc.wroc.pl Schlesische Bibliothek).